# 岡澤嶺
岡澤 嶺（おかざわ れい、1979年11月15日 - ）は、長野県出身の日本の俳優。
父に岡澤伸夫、祖父に岡澤吉夫、小笠原忠幸。曽祖父に小笠原長幹。
JAPAN MENSA会員。
国立長野工業高等専門学校電子情報工学科出身。綜合警備保障退社後に小劇団にて活動、以後は映像を主体に出演。

## 出演

### 映画
- サクゴエ
- THE LAST MESSAGE 海猿
- ふぞろいな秘密

### テレビ
- デビルシャドー（KBS京都、tvk、チバテレビ、三重テレビ共同制作）
- 「超」怖い話 （tvk）
- シャキーン!（NHK）
- 革命テレビ（TBS）
- 港古志郎警視（BSフジ）
- 怪物くん（日本テレビ）
- RESCUE〜特別高度救助隊（TBS）
- サムライ・ハイスクール（日本テレビ）
- 土曜ワイド劇場「おかしな刑事」（テレビ朝日）

### CM
- プロテインウォーター - 「夏祭り編」 サントリーフーズ

### ゲーム
- VANQUISH - ビクトール・ザイツェフ(モーション)